# Novomoskovsk (huyện)
Huyện Novomoskovsk (tiếng Ukraina: Новомосковський район, chuyển tự: Novomoskovsks’kyi raion) là một huyện của tỉnh Dnipropetrovsk thuộc Ukraina. Huyện Novomoskovsk có diện tích 1997 km², dân số theo điều tra dân số ngày 5 tháng 12 năm 2001 là 75185 người với mật độ 38 người/km2. Trung tâm huyện nằm ở Novomoskovsk.